# Cilacap (huyện)
Cilacap (cũng viết là: Chilachap, chính tả kiểu cũ: Tjilatjap) là một huyện (tiếng Indonesia: kabupaten) ở phía tây nam của tỉnh Trung Java tại Indonesia. Huyện lị là Cilacap, một đô thị có địa vị cấp thị trấn.
Cilacap có một cảng biển ở bờ biển phía nam của đảo Java. Đây là một trong số ít các cảng ở bờ biển phía nam đảo có thể tiếp nhận tàu có trọng tải trung bình. Nơi đậu tàu an toàn gần nhất về phía đông là Pacitan. Cảng của huyện được bảo vệ bởi Nusakambangan, một hòn đảo được biết đến known as the site of several high-security correctional facilities mặc dù vậy nó cũng có hi vọng trở thành một điểm du lịch. Nusakambangan đã che chở cho Cilacap khỏi trận sóng thần vào năm 2004. Sân bay Tunggul Wulung có các chuyến bay đến Jakarta.
Trong Thế chiến II Cilacap là một điểm khởi hành quan trọng cho những người phải chạy trốn khỏi quân Nhật, đặc biệt là thực dân Hà Lan. Nhiều người đã rời khỏi Đông Ấn thuộc Hà Lan bằng thuyền hoặc thủy phi cơ, phần lớn đến Broome tại Tây Úc.
Cilacap là huyện trống nhiều cây công nghiệp, có một nhà máy địa nhiệt, một nhà máy xi măng (Holcim Indonesia), và một trong số các nhà máy của Pertamina (công ty dầu khí quốc gia Indonesia).
Huyện lị của Cilacap có một số điểm du lịch với nét văn hóa Banyumasan. Đô thị cũng có một số bãi biển, hai trong số những điểm du lịch phổ biến nhất là Teluk Penyu (gần trung tâm thị trấn) và Widara Payung. Gần bãi biển Teluk Penyu cũng có một pháo đài cổ của người Hà Lan gọi là Benteng Pendem được xây trong giai đoạn 1861-1879.
Cilacap có dân số 1.700.000. Ngôn ngữ tại Cilacap là tiếng Java, song hầu hết mọi người cũng có thể nói tiếng Indonesia. Phương ngữ sử dụng ở đây là Banyumasan. Cilacap có các cơ sở giáo dục ở mọi cấp học và một số thể chế họch tập cao cấp, song không có trường đại học. Có một số học viện như Akademi Maritim Nusantara (Học viện Hàng hải Quốc gia). Một trường bách khoa, được gọi là Politeknik Cilacap, được thành lập năm 2008 và giảng dạy về Kỹ thuật, điện tử và tin học.